# Milton (Kentucky)
Milton é uma cidade localizada no estado americano de Kentucky, no Condado de Trimble.

## Demografia
Segundo o censo americano de 2000, a sua população era de 525 habitantes.
Em 2006, foi estimada uma população de 599, um aumento de 74 (14.1%).

## Geografia
De acordo com o United States Census Bureau tem uma área de
3,1 km², dos quais 3,1 km² cobertos por terra e 0,0 km² cobertos por água.

## Localidades na vizinhança
O diagrama seguinte representa as localidades num raio de 16 km ao redor de Milton.